# 팽창단량체
팽창단량체(Expanding Monomers)란 중합수축이 일어나지 않으며, 중합하면 팽창하는 고분자 단량체를 말한다. 치과재료에 유용하다.
팽창 단량체는 중합 중에 부피가 증가(팽창)하는 단량체이다. 이는 일반적인 부피 수축(중합 중)을 방지하기 위해 단량체 제제에 첨가되어 더 높은 품질과 내구성을 갖춘 제품을 제조할 수 있다. 부피 수축은 녹지 않는 열경화성 수지의 첫 번째 문제이다. 그 이유는 중합이 완료된 후 형태가 고정되기 때문이다.